# Observatório Les Engarouines
O Observatório Les Engarouines (Les Engarouines Observatory) é um observatório astronômico localizado na França que possui o código de observatório A14.